# John Ronan (Komponist)
John Edward Ronan (* 28. Oktober 1894 in Colgan, Ontario; † 15. Oktober 1962 in Toronto) war ein kanadischer Komponist, Chorleiter und Musikpädagoge.

## Leben
Ronan besuchte ab dem sechzehnten Lebensjahr das Hamilton Teachers College und später das St Michael's College in Toronto, wo er privaten Kompositionsunterricht bei Healey Willan nahm. 1916 begann seine Ausbildung am St Augustine's Seminary in Scarborough, und nach seiner Ordination 1922 studierte er an der Pius X School in New York  und später in der Abtei Saint-Pierre de Solesmes gregorianischen Gesang bei André Mocquereau.
Nach seiner Rückkehr nach Toronto wurde er Erzdiözesandirektor für Kirchenmusik. Er unterrichtete bis 1956 gregorianischen Gesang am St. Augustine's Seminary und gründete 1926 an der St. Michael's Cathedral den Boys Sanctuary Choir. Während seines Studiums am Päpstlichen Institut für Kirchenmusik in Rom 1932–35 nahm er in Paris auch Unterricht bei Nadia Boulanger und Louis Vierne. 1937 gründete er die  St Michael's Cathedral Choir School, die er bis zu seinem Tode leitete. In Anerkennung seiner Verdienste wurde ihm 1947 der päpstliche Ehrentitel Monsignore verliehen, 1962 wurde er zum Apostolischen Protonotar ernannt.
Ronan komponierte überwiegend liturgische Stücke wie Anthems, Introiti, Graduale und Offertorien sowie eine Karmette, außerdem schrieb er auch Bearbeitungen irischer Volkslieder. Zu seinen Schülern zählten u. a. John Arab und Bernard Turgeon und die Mitglieder der Four Lads und der Crew-Cuts.

## Quelle
- John Ronan. In:  Encyclopedia of Music in Canada. herausgegeben von The Canadian Encyclopedia (englisch, französisch).

| Personendaten    | Personendaten                                       |
| ---------------- | --------------------------------------------------- |
| NAME             | Ronan, John                                         |
| ALTERNATIVNAMEN  | Ronan, John Edward (vollständiger Name)             |
| KURZBESCHREIBUNG | kanadischer Komponist, Chorleiter und Musikpädagoge |
| GEBURTSDATUM     | 28. Oktober 1894                                    |
| GEBURTSORT       | Colgan, Ontario                                     |
| STERBEDATUM      | 15. Oktober 1962                                    |
| STERBEORT        | Toronto                                             |